# Cladochorista multivenosa
Cladochorista multivenosa is een fossiele soort schietmot uit de familie Cladochoristidae.